# سفارت سوئد در دهلی نو
سفارت سوئد در دهلی نو (به انگلیسی: Embassy of Sweden) یک سفارت در هند است که در دهلی نو واقع شده‌است.